# Gérard Gifuza
Gérard Godefroid Gifuza Gindayi, né le 28 novembre 1951 à Mukedi et mort le 2 février 2020 en Afrique du Sud, est un homme politique congolais du Congo-Kinshasa. Il a été gouverneur de la province de Bandundu du 13 janvier 2006 au 27 janvier 2007. Il a aussi été ministre des PTT de février 1996 à décembre 1996.

## Biographie
Gifuza est né le 28 novembre 1951 à Mukedi, dans une famille pende originaire du secteur de Loso, dans le territoire de Gungu en province de Bandundu.
Gifuza est mort le 2 février 2020 en Afrique du Sud.